# Розенде, Альберто
Альбе́рто Розе́нде (англ. Alberto Rosende, род. 14 февраля 1993, Флорида) — американский актёр. Наиболее известен по роли Саймона Льюиса в телесериале Freeform «Сумеречные охотники».

## Ранняя жизнь и образование
Альберто Розенде родился в семье Марты Кристины Ферручо и Альберто Карлоса Розенде. У него есть младший брат Диего. У него колумбийские и кубинские корни. Он родом из Южной Флориды. Вырос в городке под названием Плантейшен к западу от Форт-Лодердейл. 
Во время учёбы в школе Розенде посещал детский театр, где участвовал во многих театральных постановках. Розенде окончил Школу искусств Тиша Нью-Йоркского университета со степенью бакалавра в декабре 2014 года.

## Фильмография
| Год       |     | Русское название                    | Оригинальное название             | Роль            |
| --------- | --- | ----------------------------------- | --------------------------------- | --------------- |
| 2013      | кор |                                     | The Swing of Things               | танцор          |
| 2015      | с   | Голубая кровь                       | Blue Bloods                       | Карлос Сантьяго |
| 2016      | с   | Закон и порядок: Специальный корпус | Law & Order: Special Victims Unit | Джордан         |
| 2016—2019 | с   | Сумеречные охотники                 | Shadowhunters                     | Саймон Льюис    |
| 2016      | кор | Джахар                              | Jahar                             | David           |
| 2019      | с   | Пожарные Чикаго                     | Chicago Fire                      | Блейк Галло     |